# Trechtingshausen
Trechtingshausen é um município da Alemanha localizado no distrito de Mainz-Bingen, estado da Renânia-Palatinado. Pertence ao Verbandsgemeinde de Rhein-Nahe.